# Arisa Goshono
Arisa Goshono (jap. 御処野 光沙, Goshono Arisa; * 26. Oktober 1990 in Kita-Akita, Präfektur Akita) ist eine japanische Biathletin.
Arisa Goshono bestritt ihre ersten internationalen Rennen zum Auftakt der Saison 2011/12 im IBU-Cup, wo sie in Östersund mit einem 92. und einem 88. Platz im Sprint begann und sich in Obertilliach bis auf einen 70. Rang in einem Sprintrennen verbessern konnte. Erste internationale Meisterschaft wurden die Biathlon-Weltmeisterschaften 2012 in Ruhpolding, bei denen die Japanerin einzig im Einzel zum Einsatz kam und dort den 101. Platz belegte.

## Weltcupstatistik
Die Tabelle zeigt alle Platzierungen (je nach Austragungsjahr einschließlich Olympische Spiele und Weltmeisterschaften).
- 1.–3. Platz: Anzahl der Podiumsplatzierungen
- Top 10: Anzahl der Platzierungen unter den ersten zehn (einschließlich Podium)
- Punkteränge: Anzahl der Platzierungen innerhalb der Punkteränge (einschließlich Podium und Top 10)
- Starts: Anzahl gelaufener Rennen in der jeweiligen Disziplin

| Platzierung                    | Einzel | Sprint | Verfolgung | Massenstart | Staffel | Gesamt |
| ------------------------------ | ------ | ------ | ---------- | ----------- | ------- | ------ |
| 1. Platz                       |        |        |            |             |         |        |
| 2. Platz                       |        |        |            |             |         |        |
| 3. Platz                       |        |        |            |             |         |        |
| Top 10                         |        |        |            |             |         |        |
| Punkteränge                    |        |        |            |             |         |        |
| Starts                         | 1      |        |            |             |         | 1      |
| Stand: nach der Saison 2011/12 |        |        |            |             |         |        |